# Krüppel (Gen)
Krüppel ist ein Segmentierungsgen in Drosophila melanogaster, das sich auf dem 2R-Chromosom befindet und für einen Zinkfinger-C2H2-Transkriptionsfaktor kodiert. Segmentierungsgene arbeiten zusammen, um die Segmentmusterung des Insekts durch die Regulierung der Transkriptionsfaktor-kodierenden Paarregelgene festzulegen. Diese Gene wiederum regulieren die Gene für die Segmentpolarität. Das Gen ist benannt nach dem verkrüppelten Aussehen der mutierten Larven, die keine richtigen Thorax- und Vordersegmente in der Bauchregion entwickelt haben. Mutanten können auch Spiegelverdopplungen im Bauchbereich aufweisen.
Die menschlichen Homologe von Krüppel werden als Krüppel-ähnliche Faktoren bezeichnet, eine Reihe von Proteinen, die aufgrund ihrer Rolle bei der Krebsentstehung gut charakterisiert sind.

## Expressionsweg
Krüppel wird im Zentrum des Embryos während des zellulären Blastodermstadiums der Entwicklung exprimiert. Sein Expressionsmuster ist hauptsächlich durch Interaktionen mit den mütterlichen Effektgenen Bicoid und Nanos sowie den anderen Segmentierungsgenen Hunchback und Knirps auf diesen Bereich beschränkt.
Die mütterlichen Bicoid-Transkripte werden am vorderen Ende des Embryos abgelagert, während die mütterlichen Nanos-Transkripte im hinteren Teil des Embryos zu finden sind. Hunchback mRNA-Transkripte sind im gesamten Embryo vorhanden. Bicoid und Nanos kodieren beide für Morphogene, die eine entgegengesetzte Wirkung auf die Hunchback-mRNA-Translation haben – Bicoid aktiviert die Translation, während Nanos sie unterdrückt. Daher wird die Hunchback-mRNA so translatiert, dass das Hunchback-Protein in einem Konzentrationsgradienten vorhanden ist, der entlang der anterioren und posterioren Achse abnimmt. Dieser Hunchback-Gradient führt indirekt zu einer anterioren Grenze für die Knirps-Expression. Andere Faktoren bewirken eine hintere Grenze, so dass Knirps in einem Streifen im hinteren Bereich des Embryos exprimiert wird.
Sowohl Hunchback als auch Knirps sind Transkriptionsfaktoren, die die Krüppel-Expression regulieren. Hohe Konzentrationen von Hunchback hemmen die Expression, während niedrige Konzentrationen von Hunchback die Expression aktivieren. Knirps wirkt als Repressor und hemmt die Expression. Dies führt dazu, dass Krüppel in einem Streifen in der Mitte der A-P-Achse des Embryos exprimiert wird, wo die Konzentration von Hunchback auf ein ausreichend niedriges Niveau gesunken ist, so dass es als Aktivator wirken kann, aber Knirps noch nicht vorhanden ist, um die Expression zu hemmen. Auf diese Weise können die anfänglichen Gradienten von Morphogenen zur Etablierung einer bestimmten Region innerhalb des Blastoderms führen. Man kann dies mit einem Filter mit geringer Bandbreite in der Technik vergleichen.

## Auswirkungen der Krüppel-Expression
Das Krüppel-Protein ist ein Transkriptionsfaktor, der nachweislich als Repressor wirkt. Es funktioniert in Zusammenarbeit mit anderen Segmentierungsgenen und deren lokalisierten Proteinprodukten, um die Expression der primären Gene zu regulieren. Es wurde postuliert, dass Krüppel die eve-Expression hemmt, um die hintere Grenze des eve-Streifens zwei zu bilden, und es wurden auch Hinweise darauf gefunden, dass Krüppel speziell bei der Bildung des hairy-Streifens 7 eine Rolle spielt. Die Expressionsmuster des pair rule-Gens regulieren wiederum die Gene für die Segmentpolarität, so dass Krüppel für die ordnungsgemäße Entwicklung entlang der anterior-posterioren Achse und die Segmentidentität unerlässlich ist.

## Klinische Bedeutung
Krüppel weist eine Homologie zu den Krüppel-ähnlichen Faktoren von Säugetieren auf, die eine biologische Schlüsselrolle in der Pathogenese vieler menschlicher Krankheiten spielen: Krebs, Adipositas, entzündliche Erkrankungen und kardiovaskuläre Komplikationen. Darüber hinaus ist bekannt, dass KLFs an der Erzeugung induzierter pluripotenter Stammzellen und der Erhaltung des pluripotenten Zustands embryonaler Stammzellen beteiligt sind.